# Сухая (приток Косьвы)
Сухая — река в России, протекает по Кизеловскому району Пермского края. Устье реки находится в 163 км по левому берегу реки Косьва. Длина реки составляет 15 км. Высота устья — 242,7 м над уровнем моря.
Берёт начало в горах Среднего Урала на северных склонах горы Плехан (727 м НУМ). Исток реки находится на границе с Горнозаводским районом в 14 км к северо-востоку от посёлка Рассольный. Река сначала течёт на юго-запад, затем на северо-запад. Всё течение проходит по ненаселённой местности среди холмов покрытых тайгой. Скорость течения быстрая, характер течения — горный. Притоки — Мулянка (правый), Гусек (левый). Впадает в Косьву выше посёлка Рассольный напротив горы Троицкая (579 НУМ). Ширина реки у устья — 20 метров, скорость течения — 0,8 м/с.

## Данные водного реестра
По данным государственного водного реестра России относится к Камскому бассейновому округу, водохозяйственный участок реки — Косьва от истока до Широковского гидроузла, речной подбассейн реки — бассейны притоков Камы до впадения Белой. Речной бассейн реки — Кама.
Код объекта в государственном водном реестре — 10010100312111100008669.